# Morgan Roadster
Der Morgan Roadster ist ein Roadster des britischen Automobilherstellers Morgan, der zwischen 2004 und 2019 gebaut wurde. Das Fahrzeug wird von einem 3,7-Liter-V6-Motor von Ford angetrieben, der 209 kW (284 PS) bei 6000/min leistet. Das 6-Gang-Schaltgetriebe stammt ebenfalls von Ford. Der Roadster wird als Zwei- und als Viersitzer angeboten.

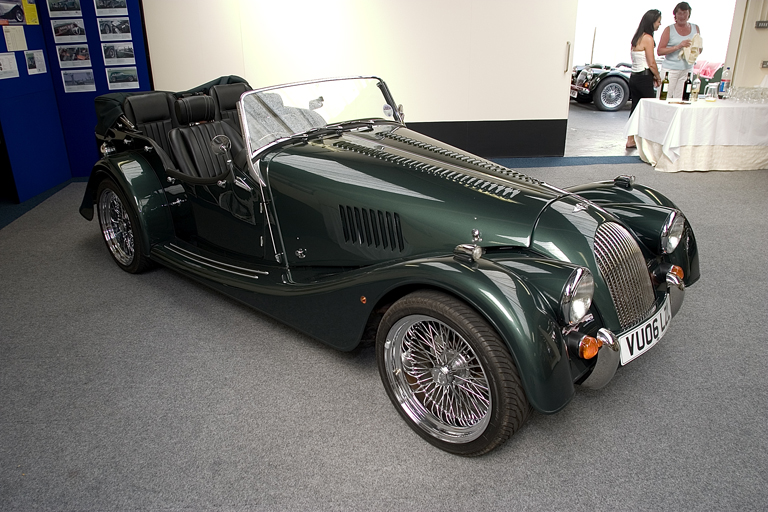
Morgan Roadster 4-Seater
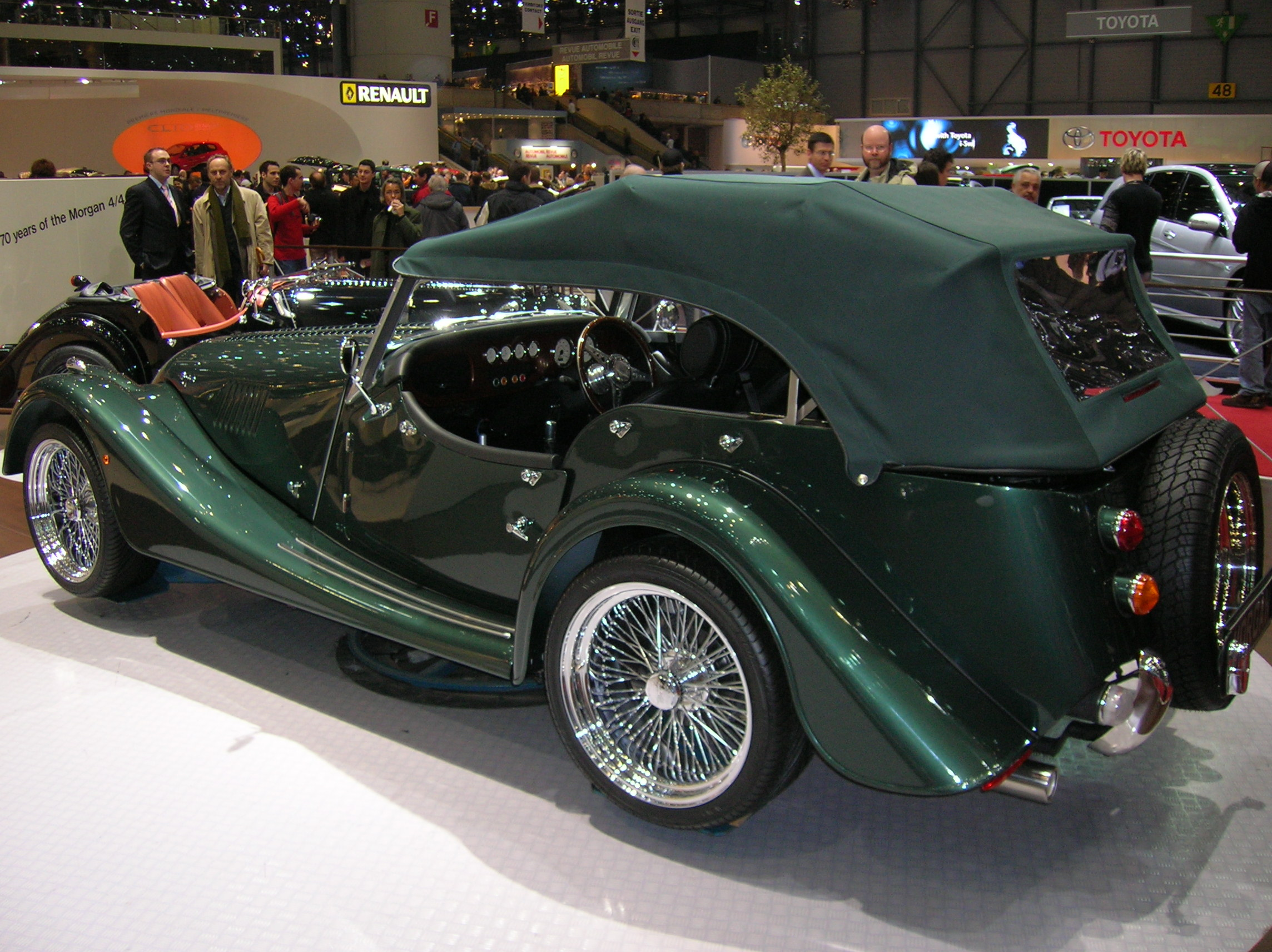
Heckansicht
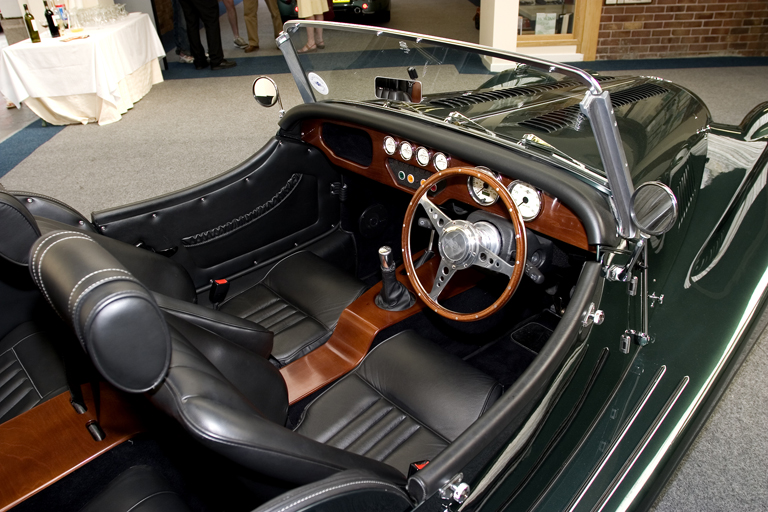
Cockpit

## Technische Daten
|                                             | Roadster                  |
| Bauzeitraum                                 | 2004–2019                 |
| Motorkenndaten                              |                           |
| Motortyp                                    | V6-Ottomotor              |
| Hubraum                                     | 3721 cm³                  |
| max. Leistung bei min−1                     | 209 kW (284 PS) / 6000    |
| max. Drehmoment bei min−1                   | 380 Nm / 4500 (352 Nm /)* |
| Kraftübertragung                            |                           |
| Antrieb                                     | Hinterradantrieb          |
| Getriebe, serienmäßig                       | 6-Gang-Schaltgetriebe     |
| Messwerte                                   |                           |
| Höchstgeschwindigkeit                       | 225 km/h (217 km/h)*      |
| Beschleunigung, 0–100 km/h                  | 5,5 s (6,0 s)*            |
| Kraftstoffverbrauch auf 100 km (kombiniert) | 9,8 l Super               |
| CO2-Emissionen (kombiniert)                 | 230 g/km                  |
| Tankinhalt                                  | 55 l                      |

* Angaben in Klammern für Viersitzer